# 布雷布鄉 (卡拉什-塞維林縣)

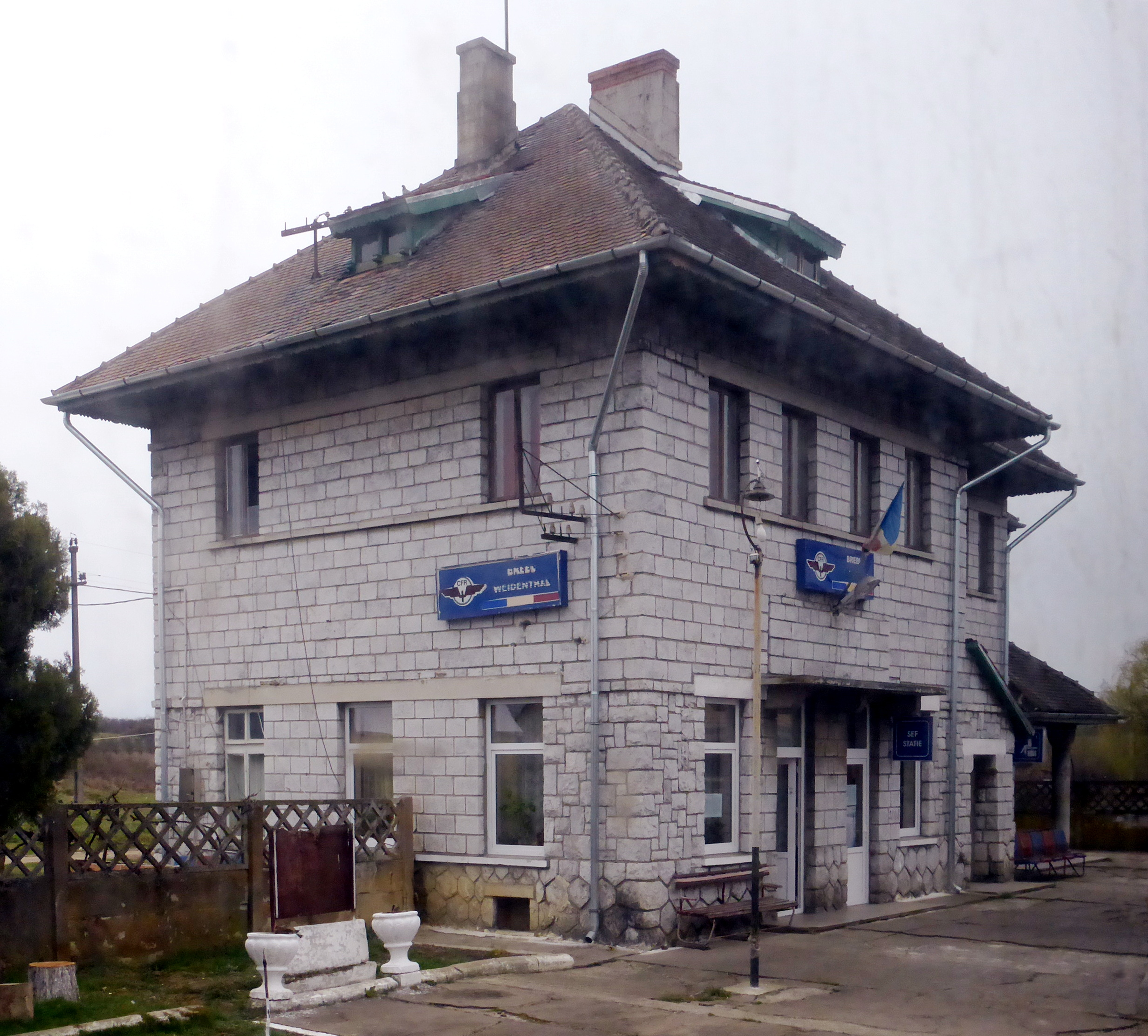
布雷布鄉的一栋房子

45°25′13″N 21°59′33″E / 45.42028°N 21.99250°E
布雷布鄉（羅馬尼亞語：Comuna Brebu, Caraș-Severin），是羅馬尼亞的鄉份，位於該國西南部，由卡拉什-塞維林縣負責管轄，面積77平方公里，海拔高度243米，2007年人口1,049，人口密度每平方公里14人。